# 베를린 아들러스호프역
베를린 아들러스호프역(Bahnhof Berlin-Adlershof)은 베를린 트레프토쾨페니크구 아들러스호프에 있는 베를린 S반의 철도역이다. 과거에는 장거리 열차도 정차했다. 2011년에 역 및 역세권이 대대적인 보수공사를 거쳤다. 알트글리니케 방면 노선과 그뤼나우 방면 노선은 이 역에서 더 남쪽에 있는 그뤼나우 분기점에서 분기한다.

## 역사
현재의 괴를리츠선 아들러스호프역이 들어서기 전에 그 기능을 담당했던 정거장은 두 곳이 있었다. 현재의 아들러스호프역은 상대적으로 북쪽에 위치한 도르프슈트라세 아들러스호프(Dorfstraße Adlershof, 현재의 되르프펠트슈트라세(Dörpfeldstraße)) 도로상에 있는 부데 10 아들러스호프(Bude 10 Adlershof) 임시 승강장 자리에 건설되었으며, 남쪽에는 글리니커 베크(Glienicker Weg) 도로상에 위치한 글리니케(Glienicke) 임시 승강장이다. 1872년부터 본선상에 열차가 정차했으며, 1874년에는 상대식 승강장 2면이 설치되었다. 1894년 1월 8일에는 새로운 아들러스호프글리니케(Adlershof-Glienicke)역의 역사가 개설되었고 글리니케 임시 승강장이 철거되었다. 1901년 10월에는 아들러스호프알트글리니케(Adlershof-Altglienicke)역으로 개칭되었다가 그 후 아들러스호프 알트 글리니케(Adlershof-Alt Glienicke)역으로 개칭되었다.
1900년부터 1906년까지 텔토 운하 건설 과정에서 역 일대에 산업 단지가 조성되었다. 1905년에는 괴를리츠선 선로를 높이는 공사가 시작되었다. 1907년에는 근교선과 장거리선용으로 각각 1면씩 섬식 승강장이 총 2면 설치되었다. 아들러스호프역 북쪽으로 조차 시설과 부속 선로가 설치되었고, 조차장역은 현재의 요하니스탈역의 근원이 되었다. 조차장 선로는 아들러스호프역에서 괴를리츠선 본선과 합류했다.
1909년에는 아들러스호프-알트글리니케 노면전차(Straßenbahn Adlershof–Altglienicke)가 개통했다. 1912년에는 쾨페니크 시영 노면전차(Städtische Straßenbahn Cöpenick) 회사의 아들러스호프-쾨페니크간 노면전차가 개통했다. 1920년/1921년에 베를린 노면전차 회사가 설립된 후에 이 두 노선이 연결되었다.
1928년 11월 6일부터 근교선 전동차 운행이 시작되었다. 1935년 1월 1일에는 알트 글리니케라는 부역명이 제거되었으며 그 이후 베를린 아들러스호프역으로 개칭되었다.
1957년 9월 29일에는 장거리선 승강장이 영업을 중지했고 그 후에 철거되었다. 그륀더차이트 양식으로 건설되었던 구 역사는 1964년에 철거되었다. 1960년부터 시작된 보수공사에서 루도어 쇼세(Rudower Chaussee) 대로를 따라서 새로운 철교가 건설되면서 출입구 구조가 변경되었다. 되르프펠트슈트라세/아들러게슈텔/루도어 쇼세(Dörpfeldstraße/Adlergestell/Rudower Chaussee) 도로가 만나는 곳에 새로운 역사가 건설되었다. 1969년 10월 7일에 신역사 완공식이 개최되었다. 그 후 약 30년간 역 일대가 변하지 않았다.

### 2006년-2011년 재건축
1992년 이후 WISTA 연구단지가 조성되면서 철도 교통 개선 작업이 시작되었다. 1996년에 계획이 시작되어 2002년 9월 5일에 신 역사 계획이 공개되었다. 2003년부터 2006년까지 장애인 접근성을 위한 설계 변경이 진행될 예정이었으나 계속 지연되었다.
2006년부터 2010년까지 괴를리츠선의 역 3곳과 철교 7곳이 재건축 및 신규 설치될 예정이었다. 아들러스호프역 공사는 2006년 7월부터 2011년 11월까지 진행되었다. 이 과정에서 철교, 대합실, 출구, 승강장이 재건축되었다. 루도어 쇼세 철교는 폭 36 m에서 54 m로 확장되었고, 노면 전차와 버스 노선이 역사 바로 아래에 정차할 수 있게 되었다.
1962년까지는 괴를리츠선 선로의 동쪽에서 아들러게슈텔 대로를 따라서 노면전차가 운행했고, 그 후에는 루도어 쇼세 대로의 철교 하부에 설치된 정류장에서 아들러스호프역과 연결되었고 괴를리츠선 선로 서쪽으로 계속 진행했다. 1993년에 알트글리니케 방면 노면전차가 폐선되면서 노면전차 회차선으로 변경되었다. 역 재건축 과정에서 노면전차 정류장은 괴를리츠선 선로 동쪽 아들러게슈텔 대로의 삼각선 인근으로 변경되었다. 2011년 9월 4일에는 루도어 쇼세 대로 방면 노면전차 연장 노선이 개통했고, 아들러스호프역 서쪽에 있었던 회차선은 운행상의 이유로 계속 유지되었다. 노면전차 승강장도 역 바로 아래로 이설되었다. 루도어 쇼세 방면 버스 승강장은 도로 교통 방해를 줄이기 위해서 노면전차 승강장을 공유하도록 변경되었다.
재건축 과정에서 승강장이 북쪽으로 이설되었다. 과거에는 역사에서 승강장 진입로가 승강장 북쪽 끝으로 연결되었고, 남쪽 진입로는 승강장 가운데로 연결되었다. 이설 이후 남쪽 진입로는 승강장의 남쪽 끝으로 연결되었다. 루도어 쇼세 대로의 북쪽에 새로운 출입구가 개설되었다. 2009년 7월 15일에 이설된 승강장이 영업을 시작했다. 서쪽으로만 출입구가 개설되어 있었던 남쪽 보행자 터널은 아들러게슈텔 방면 동쪽으로 출입구가 개설되었고, 2010년 11월 11일에 영업을 시작했다. 2010년 말에 완공될 예정이었으나 2011년 11월 30일로 연기되었다. 그 날부터 루도어 쇼세 대로의 교통이 정상화되었다.

## 인접 철도역
베를린 노면전차 M17, 61, 63번, 베를린 버스 162, 163, 164, 260, N60, N65, N68번으로 환승할 수 있다.
| 베를린 S반                       | 베를린 S반 | 베를린 S반                          |
| -------------------------------- | ---------- | ----------------------------------- |
| 요하니스탈 쥐트크로이츠 방면     | S45        | 알트글리니케 BER 공항 방면          |
| 요하니스탈 베스트엔트 방면       | S46        | 그뤼나우 쾨니히스 부스터하우젠 방면 |
| 요하니스탈 비르켄베르더 방면     | S8         | 그뤼나우 ·빌다우 방면               |
| 요하니스탈 바이트만슬루스트 방면 | S85        | 그뤼나우 ·빌다우 방면               |
| 요하니스탈 슈판다우 방면         | S9         | 알트글리니케 BER 공항 방면          |